# جمال حمزه
جمال حمزه (عربی: جمال حمزة؛ زادهٔ ۵ دسامبر ۱۹۸۱) یک بازیکن فوتبال اهل مصر است.

## باشگاهی
از باشگاه‌هایی که در آن بازی کرده‌است می‌توان به باشگاه فوتبال الصناعه، باشگاه ورزشی زمالک، باشگاه ورزشی الاهلی مصر، باشگاه فوتبال ماینتس ۰۵ اشاره کرد.

## تیم ملی
وی همچنین در تیم ملی فوتبال مصر بازی کرده است.